# Trigonopeltastes floridana
Trigonopeltastes floridana är en skalbaggsart som beskrevs av Thomas Casey 1909. Trigonopeltastes floridana ingår i släktet Trigonopeltastes och familjen Cetoniidae. Inga underarter finns listade i Catalogue of Life.